# Хамфри Карпентер
Хамфри Карпентер (енгл. Humphrey Carpenter, 29. април 1946—4. јануар 2005) је био енглески писац, најпознатији по многобројним биографијама. Карпентер је рођен у Оксфорду, где је провео цео живот. Завршио је колеџ Кебл, а од 1968. године је радио за Би-Би-Си. Био је коментатор, бавио се интервјуима и најављивао музичке програме. На радију је упознао своју жену Мери Причард.
Карпентер је написао биографије Џ. Р. Р. Толкина, К. С. Луиса, В. Х. Одена, Езре Паунда, Бенџамина Бритна, Евелина Воа и других значајних личности из света културе. Ове биографије донеле су му многобројне награде. Америчка академија и институт за уметност и књижевност му је доделила Награду „Едвард Морган Форстер“. Бавио се и књижевношћу за децу: написао је неколико књига за најмлађе, студију „Тајни вртови“ и, заједно са супругом, „Оксфордски приручник о књижевности за децу“. 